# Odradna Bałka
Odradna Bałka (ukr. Одрадна Балка) – wieś na Ukrainie, w obwodzie odeskim, w rejonie berezowskim. W 2001 roku liczyła 25 mieszkańców.
Między 15 a 16 marca 1942 roku na terenie miejscowości niemieccy osadnicy zamordowali 250 odeskich Żydów.